# 10078 Stanthorpe
10078 Stanthorpe è un asteroide della fascia principale. Scoperto nel 1989, presenta un'orbita caratterizzata da un semiasse maggiore pari a 2,5587638 au e da un'eccentricità di 0,1798732, inclinata di 13,11442° rispetto all'eclittica.
L'asteroide è dedicato all'omonima città dell'Australia.